# Dorian Gaudin
Dorian Gaudin est un artiste pluridisciplinaire né en 1986 à Paris, il vit et travaille à New York et à Paris.
Dorian Gaudin est représenté par la galerie PACT (Paris, France), Nathalie Karg (New York), Dittrich & Schlechtriem (Berlin, Allemagne) et Ghebaly (Los Angeles).

## Biographie
Dorian Gaudin a étudié successivement à l’École nationale supérieure des Arts Décoratifs à Paris, puis à l’École nationale supérieure des Beaux-Arts de Paris, et enfin au Fresnoy, Studio national des arts contemporains, à Tourcoing.
Depuis 2012, il a notamment exposé à la galerie C.L.E.A.R.I.N.G (New York et Bruxelles, 2012 et 2013), à la galerie Balice Hertling (2013), à la galerie Tripode (2014), à la galerie Ghebaly (Los Angeles, 2018) et en centres d’art au Palais de Tokyo, et dans deux expositions organisées Hors les Murs par le Palais de Tokyo, au A-Crush studio à Zurich durant la Manifesta (Suisse, 2016), à la RoundHouse / Du Sable Museum (Chicago, USA, 2017). En 2018-2019, son travail a été exposé à la Triennale de Guangzhou (Guangdong Museum of Art, China), à la Greater Biennale de Taipei (Taipei Fine Arts Museum, Taiwan) et au Centre d’art de Regensburg en Allemagne.  
Fils de chorégraphe, Dorian Gaudin a fait un bref passage par le cinéma d’animation qu’il a étudié avant les Beaux-Arts. Son travail, emprunt de théâtralité, s’en ressent. Un sens aigu du mouvement anime ses oeuvres, de l’installation à la sculpture en passant par la vidéo.  
Dorian Gaudin est un touche-à-tout, presque un savant fou, imaginant des machines quasi conscientes, douées d’une mécanique qu’il pense et construit du début à la fin. Frôlant la catastrophe, les tentatives et les processus sont pour lui aussi importants que les résultats et s’assument ensemble pour former l’oeuvre.
« La notion de temps est présente dès qu’il y a un mouvement. J’imagine mes installations comme des instants. Je fais tout pour donner une psychologie à mes œuvres. Les objets y révélant leur tempérament, elles performent jusqu’à la transe. Elles nous font une danse, une danse qui leur serait tout à fait propre. » Dorian Gaudin

## Œuvre

### Expositions personnelles et en duo
- 2014 : For Cowgirl, Window Project, Nathalie Karg Gallery, New York, USA
- 2015 : Bored Robots, 505 Johnson Ave, New York, USA
- 2016 : Jettison Parkway, Nathalie Karg Gallery, New York, USA
- 2016 : Second Offense[1], Galerie PACT, Paris, France
- 2017 : Dirty Hands On, Dittrich & Schlechtriem, Berlin, Allemagne
- 2017 : Rites and aftermath[2], Palais de Tokyo, Paris, France
- 2018 : The Coffee Cup Spring, Nathalie Karg Gallery, New York, USA
- 2019 : Climax Change, Ghebaly Gallery, Los Angeles, CA, USA
- 2019 : Futurs Flirts[3], PACT, Paris, France

### Expositions de groupe (sélection)
- 2013 : Soirée muette, Palais de Tokyo, Paris, France
- 2015 : C’est la vie?[4], Occidental Temporary Curated by Neil Beloufa, Villejuif, France
- 2016 : Your memories are our future[5], A-Crush studio, curated by Palais de Tokyo, Zurich, Suisse
- 2017 : Singing Stones[6], Outdoor of Palais de Tokyo, The RoundHouse / Du Sable, Chicago, USA
- 2019 : Greater Biennal[7], Taipei Fine Arts Museum, Taipei, Taiwan

- 2019 : Guangzhou Triennial[8], Guangdong Museum of Art, Guangzhou, Chine

## Publications

### Presse
- 2017 : Marine Relinger, Mouvement Magazine, Infernal Machine
- 2017 : Muriel Zagha, I Hope One Day To Have A Deep Conversation With The Chair I Am Sitting On, Elephant Magazine
- 2018 : Artforum, Mira Dayal, Critic’s picks
- 2018 : Brooklyn Rail, Louis Bury, The Coffee Cup Spring
- 2018 : Magdalena Kröner, Ich mag es, wenn die Technik sichtbar bleibt und trotzdem etwas Magisches passiert, Kunstforum 251
- 2018 : Time Out New York, Dorian Gaudin, The Coffee Cup Spring
- 2020 : Le Chat Perché, Dorian Gaudin / Robert Janitz – Elle & Lui
- 2020 : Parisart, Elle & Lui
- 2020 : TCQVAR, Snack Art : Elle & Lui

### Catalogues d'expositions
- 2014 : Kate Sutton, Neïl Beloufa and Dorian Gaudin, In print, Artforum
- 2016 : Jo-ey Tang, Critics pics, Artforum
- 2016 : Ryan Steadman, The sculpture that gets around, Observer
- 2017 : Julien Fronsacq, The Mechanism of the Emotions – Interview with Dorian Gaudin Rites and Aftermath, Palais De Tokyo, Les Presses Du Reel
- 2017 : Kate Sutton, Incomparable Theatre: The Splendid Ambiguity of Dorian Gaudin‘s Machines Rites and Aftermath, Palais De Tokyo, Les Presses Du Réel